# 小行星2842
小行星2842（2842 Unsold）是一颗围绕太阳公转的小行星。1950年7月25日，印第安纳大学在摩根县发现了此天体。
該小行星以德國天體物理學家阿爾布雷希特·翁瑟爾德命名。
这颗小行星的绝对星等为203.57887等。